# Lola Fouets et Fourrures

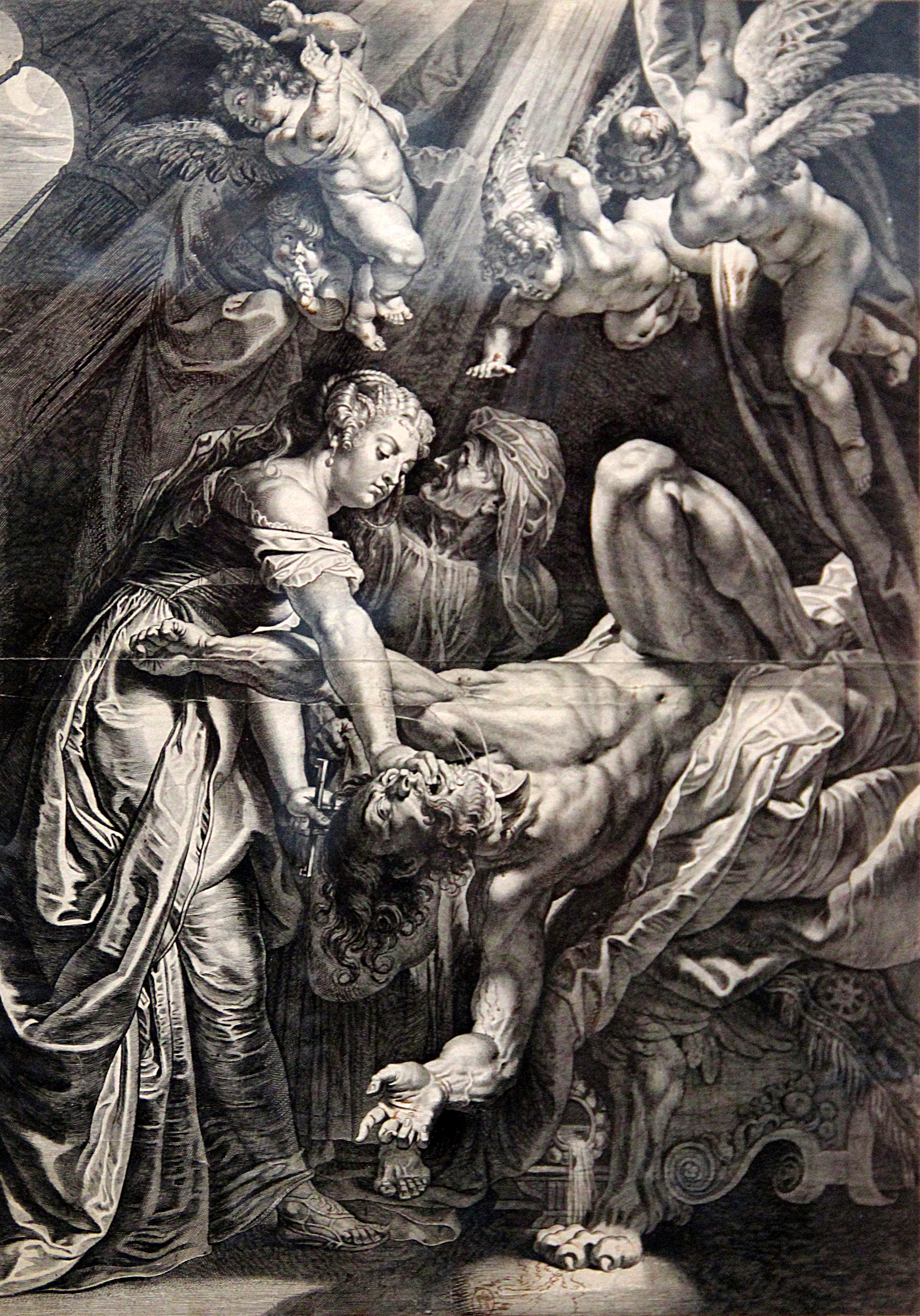
Judith décapitant Holopherne (1610-1620), burin de Cornelius Galle l'Ancien - Bibliothèque nationale de France (Paris)

Lola Fouets et Fourrures  est une nouvelle érotique de Leopold von Sacher-Masoch publiée dans un recueil sous le titre : Fouets et Fourrures
préfacé et présenté par Emmanuel Dazin. Sacher-Masoch s’inspire du Livre de Judith.

## Résumé
Comme dans tous ses romans, Sacher-Masoch commence par brosser le portrait de la femme idéale selon ses fantasmes.

« Il est un type de femme qui, dès ma jeunesse, n'a cessé de me séduire : c'est la femme aux yeux de sphinx que l'envie rend cruelle et la cruauté envieuse.  Cette femme au corps de tigresse, adorée de l'homme, qu'elle le tourmente ou l'humilie. Que revêtue de la robe antique, elle partage la couche d'Holopherne, que sous sa cuirasse étincelante, elle assiste au supplice de son séducteur, ou que parée du manteau d'hermine de la Sultane, elle fasse précipiter son amant dans les flots du Bosphore, cette femme reste toujours la même. »

Un soldat polonais entre à son service, elle l'humilie, le vexe, le tourmente. Elle le fait bastonner. Lola contemple le spectacle avec une « joie féroce ».  Le jeune polonais la tue. Et, il se fait justice. On les retrouve morts enlacés.
Sacher-Masoch termine en écrivant sur l'étroite relation qui existe entre la cruauté et la sensualité. Il nous parle des abeilles qui tuent leur mâle après l'accouplement. Il rappelle la légende des Amazones de Scythie qui traitaient les hommes en esclaves et les massacraient l'acte vénérien une fois consommé.

## Analyse
Sacher-Masoch en fait une sadique à sa mesure. Il se persuade qu’elle se plait à torturer les esclaves. Et, il lui fait dire : « Je sacrifierai dix ans de mon existence à condition de pouvoir signer une condamnation à mort et assister à l'exécution ». Masoch appelle la femme sadique ce qui correspond tout à fait à ce qu'écrit Theodor Reik : « Le masochiste appelle le sadique en éclaireur », pour l'une des deux raisons. Le masochiste a besoin de l'essence du sadique dans son fantasme, c'est un moteur à son érotisme. Le masochiste provoque, déclenche le sadique sans intention formelle du passage à l'acte. La rencontre est improbable. 
Et même Krafft-Ebing l'explique Il est dubitatif, malgré son affirmation sur le fait que le sadique serait l'inverse et le complément du masochiste,
il écrit :
« L’instinct de conservation agit contre les suites extrêmes du masochisme, et c’est pourquoi le meurtre et la lésion grave, qui peuvent être commis dans la passion sadique, n’ont autant que je sache, aucun pendant passif dans la réalité.  Mais dans les rêveries, les désirs pervers d’individus masochistes peuvent fort bien aller jusqu’à ces conséquences extrêmes… »
À propos de Lola qui aime à torturer les animaux et souhaite assister à une exécution, décrite comme femme froide, tueuse, sadique Sacher-Masoch précise : « En dépit de ses goûts si particuliers, cette fille n'était ni brutale ni excentrique; elle était au contraire raisonnable, douce, paraissait même aussi tendre et délicate qu'une sentimentale », Masoch en fait une ambivalente. Il la rend fréquentable. En parlant de ce type de femme Gilles Deleuze se pose la question : « Quel est donc le second type de femme entre l'hétaïre et la sadique ? Il faudrait accumuler toutes les notations de Sacher-Masoch pour esquisser ce portrait fantastique ou fantasmatique ».

## Fétichisme
« Quand je suis emmitouflée sous ma fourrure, je crois être un gros chat, me dit-elle un jour, et il me prend une envie diabolique de jouer avec une souris, mais alors une grosse souris. »

Il la veut dominante chat et non chatte, il la fétichise, la masculinise, l'animalise pour la rendre plus forte.
Comme dans tous ses romans, elle domine en Kazalaika.
La fourrure,  nous dit Masoch « nous rappelle les époques primitives où l'homme était couvert de poils; elle fait naître la sensation d'une force sauvage, bestiale, qui enivre complètement l'homme moderne de faible complexion » Encore une fois, Masoch animalise et virilise son héroïne.
« Enveloppée dans son lourd et doux manteau, elle ressemblait à un superbe fauve (...) je croyais caresser le pelage d'une belle tigresse ».